# Cosciniopsis lonchaea
Cosciniopsis lonchaea is een mosdiertjessoort uit de familie van de Gigantoporidae.  De wetenschappelijke naam van de soort is voor het eerst geldig gepubliceerd in 1884 door Busk.